# Parafia Matki Bożej Różańcowej w Podłabieniach
Parafia Matki Bożej Różańcowej w Podłabieniach – rzymskokatolicka parafia znajdująca się w Podłabieniach, w diecezji grodzieńskiej, w dekanacie Sopoćkinie, na Białorusi.
Dawniej kościół leżał w folwarku Łabno, stąd spotyka się również starą nazwę Parafia Matki Bożej Różańcowej w Łabnie. Obecnie dawny folwark wchodzi w skład wsi Podłabienie.

## Historia
Pierwszą parafią katolicką w Łabnie była założona przez króla Augusta II w 1715 parafia unicka. W 1875 unicki kościół w Łabnie został przekazany przez władze carskie Cerkwi prawosławnej. Jeszcze w XIX w. został rozebrany.
W 1917 katolicy przejęli cerkiew z 1882 lub z 1887. W 1929 kościół został poświęcony i erygowano parafię. Leżała ona w diecezji łomżyńskiej. W latach międzywojennych wikariuszem w Łabnie był bł. ks. Adam Bargielski.
Parafia była czynna przez cały okres komunizmu.